# 莫普拉族
莫普拉人是印度南部喀拉拉邦同名穆斯林社区的成员，是喀拉拉邦穆斯林的重要主体。2011年时占全邦人口的的26.56%，为第二大族群，仅次于印度教徒（54.73%）。莫普拉人与喀拉拉邦其他宗教社区一样，皆使用馬拉亞利人的马拉雅拉姆语。
一些学者认为，莫普拉为南亚定居于此最古老的穆斯林社区。总言之，莫普拉人包括所有本土穆斯林的后裔以及中东人（既有阿拉伯人，又有非阿拉伯人）的混血后裔。
莫普拉社区起源于西亚与喀拉拉之间的商业往来。早在公元7世纪，伊斯兰教徒便来到了喀拉拉邦所在的马拉巴尔海岸。在欧洲人于香料贸易中抢先之前，莫普拉是一个繁荣的贸易社区，主要位于喀拉拉海岸城市的中心区域。莫普拉人与中东源源不断地交流对本身的生活、习俗与文化产生了巨大影响，形成了独特的印度——伊斯兰结合文化，涵盖了文学、艺术、食物、语言及音乐等多个方面。